# Nikolaj Sergejevič Leonov
Nikolaj Sergejevič Leonov, ruski vohun, general, politik, prevajalec, univerzitetni učitelj in zgodovinar, * 22. avgust 1928, † 27. april 2022.
Kot višji častnik KGB je deloval v vseh državah Amerik razen Kanade in Paragvaja.

## Življenjepis
Leta 1953 je bil sprejet na Državno avtonomno univerzo Mehike, kjer je študiral španščino in hkrati dobil nižji položaj na sovjetskem veleposlaništvu. Novembra 1956 je bil poklican nazaj v Sovjetsko zvezo in odpuščen iz diplomatske službe. Odločil se je za nadaljevanje akademske kariere kot zgodovinar Latinske Amerike; hkrati je dobil položaj prevajalca za uradno sovjetsko špansko-jezično založniško hišo Editoral Progreso. Poleti 1958 je bil rekrutiran v KGB; 1. septembra istega leta je bil poslan na dvoletni vohunski tečaj. Toda zaradi izbruha kubanske revolucije je bil kot spremljevalec Anastasa Mikojana oktobra 1959 poslan v Mehiko. 
Februarja 1960 je spremil Mikojana v Havano. Svojo vohunsko kariero je nato nadaljeval v Mehiki; med uradnim obiskom Fidela Castra v Sovjetski zvezi leta 1963 je bil Castrov uradni prevajalec. 
Leta 1968 je bil odpoklican v Moskvo, kjer je postal višji analitik. Tako se je pričel povzpenjati po hierarhiji; tako je zasedel naslednje položaje: poddirektor Oddelka za Latinsko Ameriko (1968-72), poddirektor Oddelka za analize in informacije KGB (1973-82) in namestnik Načelnika Prvega glavnega direktorata KGB (1983-1991). Na vrhuncu svoje kariere je bil tako drugi najmočnejši mož v hierarhiji KGB.
V tem času je tudi pridobil doktorat iz latinskoameriške zgodovine na Akademiji znanosti Sovjetske zveze. Po razpadu Sovjetske zveze je postal predavatelj na moskovskemu Inštitutu za mednarodne odnose.
Decembra 2003 je bil kot član nacionalistične stranke Rodina izvoljen v Državno Dumo. Velja za dolgoletnega prijatelja in mentorja Vladimirja Putina.